# CAP48
 (août 2017).
Si vous disposez d'ouvrages ou d'articles de référence ou si vous connaissez des sites web de qualité traitant du thème abordé ici, merci de compléter l'article en donnant les références utiles à sa vérifiabilité et en les liant à la section « Notes et références ».
CAP48 est une organisation belge fondée en 1957 qui permet la récolte de fonds destinés principalement aux personnes handicapées dans les communautés française et germanophone de Belgique. Elle a pour slogan « Pour que le handicap ne soit plus un handicap, ensemble même si on est différent ».

## Les débuts de CAP48
Le 23 septembre 1957, un animateur radio, Jean-Claude Mennessier, lance un appel aux auditeurs en faveur des personnes nécessiteuses. Les auditeurs devaient composer le numéro d’appel 48.81.00. En 1967, l’action de solidarité se structure en ASBL et prend le nom d’ « Opération de solidarité 48.81.00 ». Au fil des années, l’opération s’est dirigée principalement vers les personnes handicapées. Comme le nom original désignait un numéro de téléphone devenu obsolète, elle fut rebaptisée CAP48 en 2003 à l’occasion de l’année européenne de la personne handicapée. En 50 ans, elle a récolté 50 millions d’euros répartis en 2237 projets[réf. nécessaire].

## Informations économiques
CAP48 compte 8 000 bénévoles et conclut des partenariats avec les pouvoirs publics ainsi que des entreprises partenaires telles que RTBF, VW, Electrabel, CBC Banque et Assurance, la Loterie Nationale, Proximus, Mobistar, Base, Entra...[réf. nécessaire].
D'après La Libre, la soirée de clôture de l'opération CAP48 en 2009 a permis de recueillir plus de 3,56 millions d'euros. L'année précédente, ce montant correspondait à 3 338 000 euros.

## Éditions
| Date            | Montant récolté | Parrain/ marraine  |
| --------------- | --------------- | ------------------ |
| 12 octobre 2014 | 4 717 795 €     |                    |
| 11 octobre 2015 | 4 923 950 €,    | Virginie Hocq      |
| 9 octobre 2016  | 5 552 026 €     | Jean Luc Reichmann |
| 8 octobre 2017  | 5 811 029 €     | Jean Luc Reichmann |
| 7 octobre 2018  | 6 061 130 €     | Philippe Geluck    |
| 13 octobre 2019 | 6 430 071 €     | Kev Adams          |
| 11 octobre 2020 | 6 757 021 €     | Ary Abittan        |
| 17 octobre 2021 | 7 625 014 €     | Élie Semoun        |
| 16 octobre 2022 | 7 733 227 €     | Christophe Willem  |
| 15 octobre 2023 | 8 205 540 €     | Vianney            |
| 6 octobre 2024  | 8 616 505 €     | Julien Doré        |

## Organisation
CAP48 est aussi le titre d'une émission de télévision diffusée en Belgique sur la Une (RTBF).

## Agrément des projets
Les projets doivent concerner les populations francophones et germanophones domiciliées en Belgique. Chaque association doit déposer un dossier de candidature qui sera examiné par un jury. Celui-ci rédigera un rapport consulté par le Conseil d’Administration qui décidera quels projets seront soutenus.
Il est important de préciser que CAP48 ne finance jamais entièrement les projets.
CAP48 soutient trois types de financement différents : des projets pédagogiques, les infrastructures (construire ou de rénover des bâtiments accueillant des personnes handicapées ou des jeunes en difficulté) et enfin, la mobilité (achat ou l’adaptation de véhicules).

### Un exemple de projet financé: projet «prématurité»
À l’occasion de ses 50 ans, CAP48 participe à un projet de recherche médicale, consistant à accompagner des grands prématurés et leur famille durant les premières années de leur vie. 770 enfants ont bénéficié du programme[réf. nécessaire]. CAP48 finance sept consultations médicales, qui se déroulent à des moments clés du développement de l’enfant ; à 40 semaines, 4 mois, 1 an, 2 ans, 3 ans, 5 ans et 7 ans. Soit un montant compris entre 800 et 1 000€ par enfant.

### Un exemple de projet cofinancé: projet «écoles accessibles»
Les enfants handicapés et leurs parents rencontrent de nombreux problèmes, notamment celui des déplacements scolaires. Les écoles sont souvent éloignées du domicile des enfants, ce qui implique de longues heures de trajets en minibus ou en voiture. CAP48 a financé 4 écoles qui s’engagent durablement à accueillir des enfants handicapés. Cette initiative a été prise en concertation avec les Conseils Généraux de l’Enseignement et avec les ministres Dupond et Paash respectivement chargés de l’Enseignement en Communauté française et germanophone[réf. nécessaire].

### La soirée de clôture
Les chaines de télévision et de radio de la RTBF se mobilisent toute l’année pour CAP48. L’opération se clôture par une soirée diffusée sur la RTBF (La Une, La Trois en traduction gestuelle et sur la radio La Première) en direct du Studio Media Rives de la RTBF (Liège) et en duplex du centre de dons ENTRA (Heppignies). Des artistes participent à l’émission. Tout au long de la soirée, les célébrités doivent relever toutes sortes de défis. En 2011, cette soirée a permis la récolte d’un montant total de 4 059 798 euros.[réf. nécessaire]

## Prix de l'entreprise citoyenne CAP48
CAP48 (en association avec la RTBF, la RMB et le magazine Trends/Tendances) décerne annuellement depuis 2006 des « Prix de l’Entreprise Citoyenne » pour récompenser les actions d'entreprises, grandes ou petites, publiques ou privées, en faveur des personnes handicapées. Ce prix a été décerné aux sociétés suivantes :
- en 2006 : Biosmose (emploi PME), IBM (emploi grandes entreprises), Elia (solidarité), Adecco et Trace (ex aequo) ;
- en 2007 : S.A. Iacolino P. (emploi PME), I.R.I.S. Solutions & Experts s.a. (emploi grandes entreprises), Société Meuse Condroz Logement (solidarité entreprises publiques), AXA Atout cœur (solidarité entreprises privées), Ministère de la Région de Bruxelles Capitale : Administration de l'Équipement et des Déplacements (A.E.D.) (prix du jury) ;
- en 2008 : Total Belgium S.A. (accessibilité grandes entreprises), La Famennoise Scrl (accessibilité entreprises publiques), EXKi S.A. (PME), S.A. Rossel – Le Soir (solidarité) ;
- en 2009 : C&D Wood (prix de l'emploi et coup de cœur du jury), Manpower (prix de l'emploi), asbl La Rawète (accessibilité), UCL (accessibilité).

## Sources
- MADI, A.(2009), La vedette, c’est CAP48, in : Nord Eclair, N°279, p.37
- MARLIERE, C.(2009), CAP48 : un show et des dons, in : Le Courrier de l’Escaut, N°237, p.13
- SERRET, P.(2009), CAP48 chez les poids plume, in : Le Courrier de l’Escaut, N°236, p.8